# Plateumaris bracata
Plateumaris bracata là một loài bọ cánh cứng trong họ Chrysomelidae. Loài này được Scopoli miêu tả khoa học năm 1772.